# Жъ
Жъ жъ – dwuznak cyrylicy używany w języku adygejskim i udyjskim.

## Zastosowanie
Dźwiękiem dwuznaku Жъ w języku adygejskim jest [ʐ], spółgłoska szczelinowa z retrofleksją dźwięczna. W języku udyjskim natomiast dźwiękiem dwuznaku jest [ʒ:], spółgłoska szczelinowa zadziąsłowa dźwięczna.

## Kodowanie
| Forma     | Wygląd | Części składowe | Części składowe |
| --------- | ------ | --------------- | --------------- |
| majuskuła | Жъ     | U+0416 Ж        | U+044A ъ        |
| minuskuła | жъ     | U+0436 ж        | U+044A ъ        |